# 戸井田三郎
戸井田 三郎（といだ さぶろう、1918年6月12日 - 1996年10月13日）は、日本の政治家。衆議院議員（7期）を務めた。次男は元衆議院議員の戸井田徹、孫の戸井田祐輔は兵庫県議会議員。従三位勲一等瑞宝章。

## 来歴・人物
東京府出身。麻布中学校を経て中央大学法学部入学。1941年、大学在学中に学徒出陣し、衛生兵として従軍。終戦後は八路軍に医療や衛生の知識がある者として徴用され帰国ならず、中国（旧満州）に残留する。妻も同じく中国残留者で、八路軍に看護婦として徴用されていた元従軍看護婦。中国で妻と結婚し、1951年には河南省で次男の戸井田徹が誕生。1953年に妻子と共に帰国した。戦前戦後を通じて12年間中国に身を置くことになった。帰国後は衆議院議員清瀬一郎の秘書となる。
1967年、清瀬が死去し、1969年の第32回衆議院議員総選挙に自由民主党公認で兵庫4区から立候補したが、清瀬系列の自民党兵庫県議会議員であった宗行源治も後継を目指して立候補し共倒れとなる。その後、宗行が政界を退き、1972年の第33回衆議院議員総選挙に改めて清瀬の後継者として立候補し、初当選（当選同期に小泉純一郎・加藤紘一・山崎拓・石原慎太郎・村岡兼造・保岡興治・瓦力・三塚博・越智通雄・野田毅・深谷隆司など）。自民党内では田中派に所属した。1977年、福田改造内閣において厚生政務次官に就任。
1979年の総選挙で落選。1980年の総選挙で返り咲く。1982年、第1次中曽根内閣において郵政政務次官に就任。
1987年7月4日、竹下登、金丸信らによる新派閥「経世会」が結成され、田中派は竹下派、二階堂グループ、中立系の3派に分裂する。分裂に際しては戸井田は中立系に属し、その後竹下派に移った。
1989年第1次海部内閣において厚生大臣に就任。厚生・福祉の分野を中心に活動する。1993年の総選挙で7期目の当選を果たす。1995年、前任の中川秀直の辞任に伴い、村山内閣で内閣総理大臣補佐に任じられるが、翌1996年の内閣総辞職に伴い、退任する。
この年に行われた第41回衆議院議員総選挙の選挙期間中、心筋梗塞と肺炎を併発し死去。78歳没。後継の候補者として急遽、次男の徹が補充立候補し、当選した。

## 著書・回想
- 戸井田三郎『陣笠代議士奮戦記』三進企画、1978年5月。
- 『一以貫之　政治家 戸井田三郎の軌跡』清風政経研究会、三進エンタープライズ、1997年。追悼出版